# Тышивница (село)
Тышивница (укр. Тишівниця) — село в Сколевской городской общине Стрыйского района Львовской области Украины.
Население по переписи 2001 года составляло 115 человек. Занимает площадь 0,65 км². Почтовый индекс — 82615. Телефонный код — 3251.